# Pantalla de fósforo láser
La pantalla de fósforo láser (LPD por sus siglas en inglés) es una tecnología de pantalla similar a los televisores tradicionales, pero en vez de utilizar un cañón de electrones para crear las imágenes, utiliza rayos láser para crearla. A diferencia de las demás tecnologías, no utiliza filtros y capas que quitan luminosidad a la imagen, sino que utiliza un láser patentado y un panel de fósforo para crear las imágenes en la pantalla.
Esta tecnología, creada por la marca estadounidense Prysm, permite crear pantallas de gran formato, tales como vallas publicitarias o paneles en estadios deportivos entre otros. Estas pantallas consiguen imágenes de alta calidad y con un bajo consumo.

## Partes de un LPD
En el corazón del sistema tenemos un sistema modular llamado TD1. Estos módulos permiten crear imágenes que pueden ser vistas claramente desde casi cualquier ángulo y distancia. Cada módulo TD1 consta de tres partes:
- Un panel de fósforo
- Un motor láser
- Un procesador láser

### Panel de fósforo
El panel de fósforo es un patrón de fósforos en capas sobre un cristal rígido o una estructura de polímero. Cuando se excita por el motor láser el panel de fósforo emite luz roja, verde o azul (RGB) muy cerca de la superficie, que crean cada píxel de color y sin filtrado de imágenes para no perder intensidad. Gracias a esta tecnología, estas pantallas tienen el mayor ángulo posible (por lo general, el doble que las pantallas LCD o led), sin fallos por quemado del píxel. Este panel también puede ser modificado para adaptarse a las necesidades específicas de visualización mediante el uso de recubrimientos especiales o sustratos.

### Motor láser
El motor láser, construido a partir de diodos láser de estado sólido, genera una matriz en forma de abanico de rayos láser modulados que estimulan el panel de fósforo. Este motor está montado detrás del panel de fósforo. Para cubrir completamente con los rayos el área de la pantalla, son dirigidos con espejos, para crear el número de líneas de imagen. Combinado con una frecuencia de refresco de 240 Hz, se consiguen imágenes de alta calidad, video sin parpadeo ni desenfoque de movimiento.

### Procesador láser
El procesador láser es el encargado de gestionar y manejar el motor láser, se encarga del apagado y el encendido, así como su intensidad. Además incrementa la eficiencia del sistema al apagar el láser cuando la pantalla está en negro. El procesador define el color y coloca cada píxel. Gracias al bajo consumo del motor láser, aumenta la vida útil de la pantalla y reduce el consumo de energía.

## Tipo de láser
El láser utilizado para estas pantallas es un láser de estado sólido que emite una longitud de onda de 405nm (azul-violeta). Este tipo de láser utiliza un medio activo que se encuentra en estado sólido, en vez de estar en estado líquido o en estado gaseoso.  Este tipo de láser se asemeja mucho a los láseres de los dispositivos de almacenamiento de alta densidad (como el Blu-ray).

## Características y Configuraciones
Actualmente estas pantallas tienen un espesor de 36 centímetros. La primera generación de la LPD consiste en una pantalla de cristal rectangular de 63 centímetros en la diagonal (25 pulgadas).
Estas pantallas gracias a su diseño flexible, modular y escalable permite crear diferentes configuraciones, tanto estándar como personalizadas. Permite juntar varios módulos con tal de crear paneles de cualquier tamaño y configuración. Además estas pantallas pueden tomar forma curva, con lo que se pueden adaptar a cualquier superficie deseada.

## Ventajas
Esta tecnología en comparación con otras tecnologías, tales como LCD, led y de proyección, ofrece una mayor eficiencia y una gran combinación de características como pueden ser:
Gran formato: con la capacidad de construir cualquier pantalla de tamaño o forma, LPD permite a los diseñadores, arquitectos y propietarios de instalaciones dar rienda suelta a su creatividad.
Sin bisel: tiene un bisel de tan solo 0'25mm, lo que permite juntar varios paneles disminuyendo el impacto visual de la unión de varias pantallas.
Bajo consumo de energía: gracias a su procesador láser consume muy poca energía (normalmente menos de 155W/m²), un 75% menos que las actuales pantallas LCD.
Color, brillo: consigue 800 nits de brillo y una gran gama de colores.
Escalabilidad: La inteligencia incorporada en el procesador de imagen de vídeo de forma automática IP1 permite escalar imágenes a la mejor resolución posible para una configuración de pantalla determinada.
Amplio ángulo de visión: Permite un ángulo de visión de casi 180˚.
Durabilidad: tiene una vida útil efectiva de más de 7 años.